# Falcon (album)
Falcon è il secondo album discografico in studio del gruppo musicale indie rock britannico The Courteeners, pubblicato nel 2010.

## Tracce
1. The Opener – 5:19
2. Take Over the World – 3:44
3. Cross My Heart & Hope To Fly – 4:01
4. You Overdid It Doll – 4:09
5. Lullaby – 4:09
6. Good Times Are Calling – 3:15
7. The Rest of the World Has Gone Home – 3:27
8. Sycophant – 4:31
9. Cameo Brooch – 4:20
10. Scratch Your Name Upon My Lips – 4:29
11. Last of the Ladies – 3:25
12. Will It Be This Way Forever? – 4:39

Bonus Tracks Edizione Deluxe
1. Revolver
2. Bojangles
3. You're The Man
4. Meanwhile Back at the Ranch
5. Forget the Weight of the World

## Formazione
- Liam Fray – voce, chitarre
- Daniel Moores – chitarre
- Mark Cuppello – basso
- Michael Campbell – batteria